# Maestro de Moulins
Maestro de Moulins es el nombre con el que la historiografía reconoce a un pintor flamenco cuya identidad ha sido objeto de gran debate. Se le relaciona con la corte de los duques de Borbón y estuvo en activo, aproximadamente, entre 1483 y 1500. Su obra más conocida es el tríptico de la catedral de Moulins. Data de finales del siglo XV y tiene un excelente estado de conservación. El panel central muestra la Virgen con el Niño adorados por ángeles, y flanqueada por los retratos del duque Pedro II de Borbón y la duquesa Ana de Francia con su hija Susana.

## Identificación
Se han realizado varios intentos para identificar al Maestro de Moulins con artistas conocidos (por ejemplo Jean Perréal o Jean Prévost), pero ninguno había logrado aceptación general hasta finales del siglo XX, cuando se establece con mayor seguridad la atribución de sus obras a Jean Hey (o Jean Hay) (activo desde ca. 1475 – fallecido desde ca. 1505).

## Galería

Tríptico de Moulins
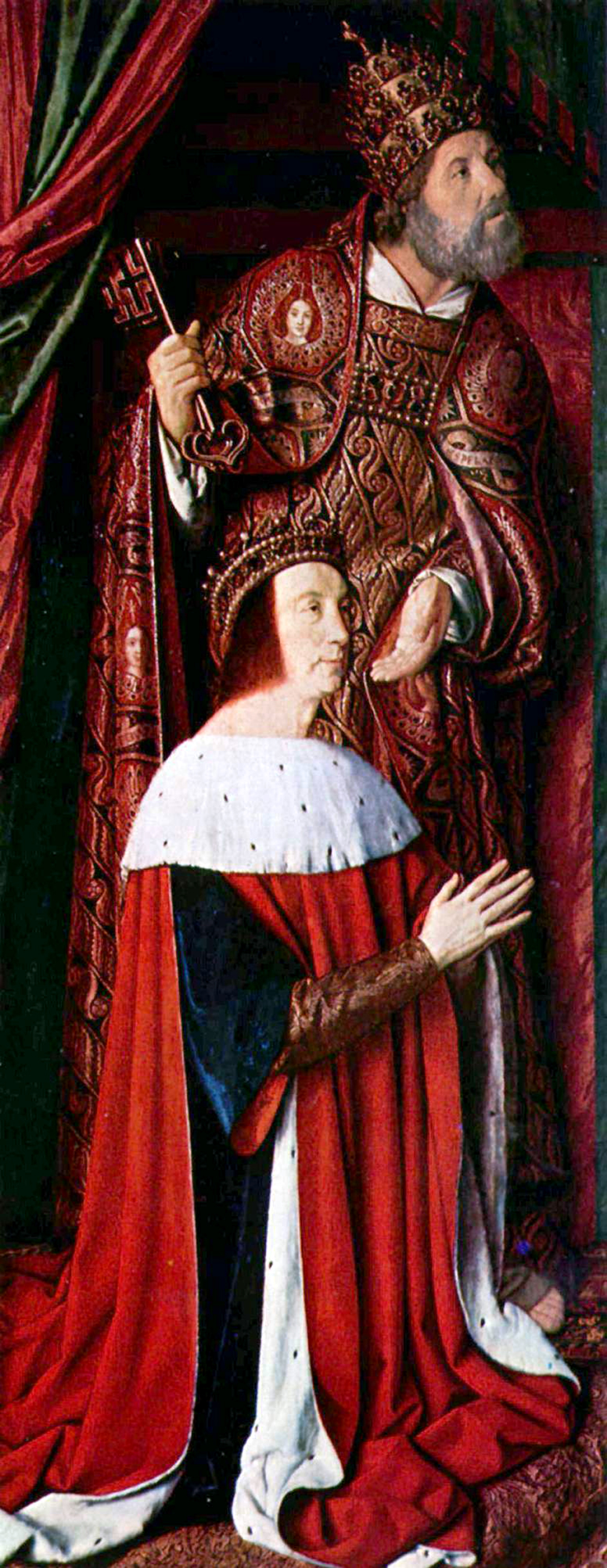
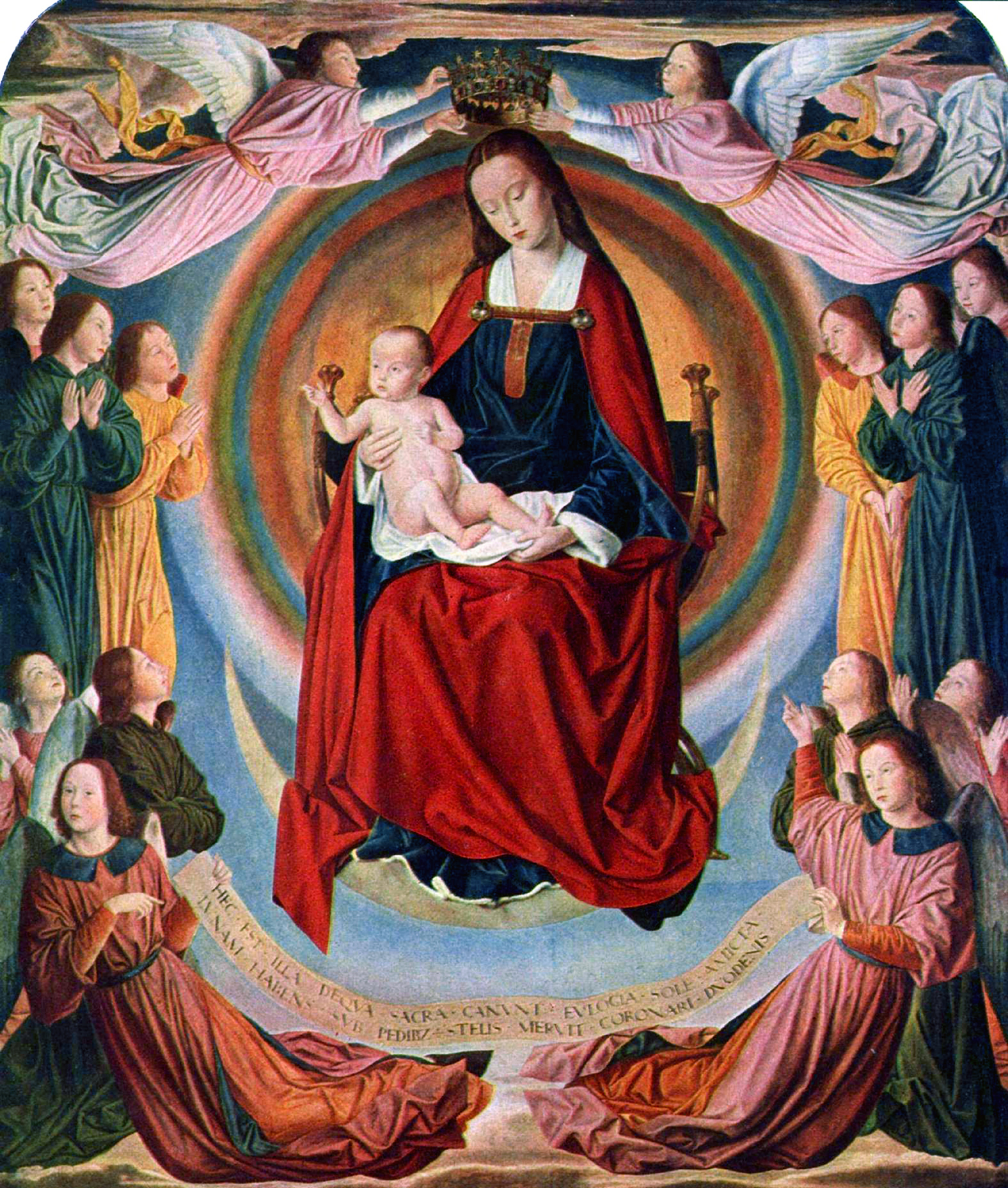
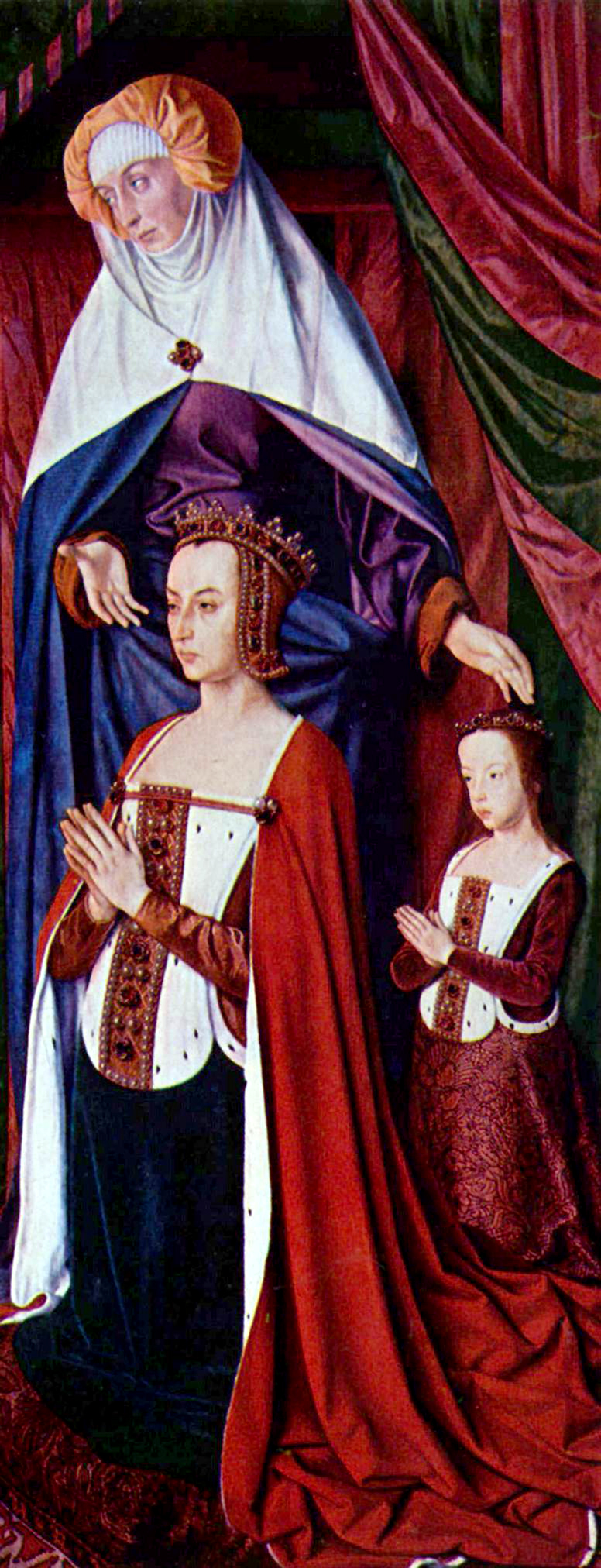

## Enlaces
- Jean Hey en Artcyclopedia (en inglés)

- Wikimedia Commons alberga una categoría multimedia sobre Maestro de Moulins.

- Datos: Q1268739
- Multimedia: Master of Moulins / Q1268739